# Pedra da Arca (Regoelle)
La Pedra da Arca (la Pierre de l'Arche en français, également appelée Casa das Mouras ou Casa dos Mouros) est un dolmen situé au lieu-dit Regoelle de la paroisse d'Olveira, dans la commune de Dumbría et à la limite de celle de Vimianzo, dans la province de La Corogne, en Galice, en Espagne.

## Description
La Pedra da Arca, datée entre 3000 et 2500 av. J.-C., est édifiée sur une petite colline. Le dolmen est long de 7,50 m, dont 3,80 m pour la chambre funéraire et 3,70 m pour le couloir d'accès. Il a conservé dix orthostates et ses trois dalles de couverture, dont l'une couvre la chambre et deux le couloir. On peut voir à l'intérieur de la chambre des restes de gravures et de peintures similaires à celles du dolmen de Dombate, à savoir des lignes ondulées et des taches rouges.

## Historique
Le dolmen a été déclaré Bien d'intérêt culturel en 2011 sous la cote GA15092009. Il fait partie du Parc archéologique mégalithique de la Costa da Morte.

## Galerie

Pedra da Arca
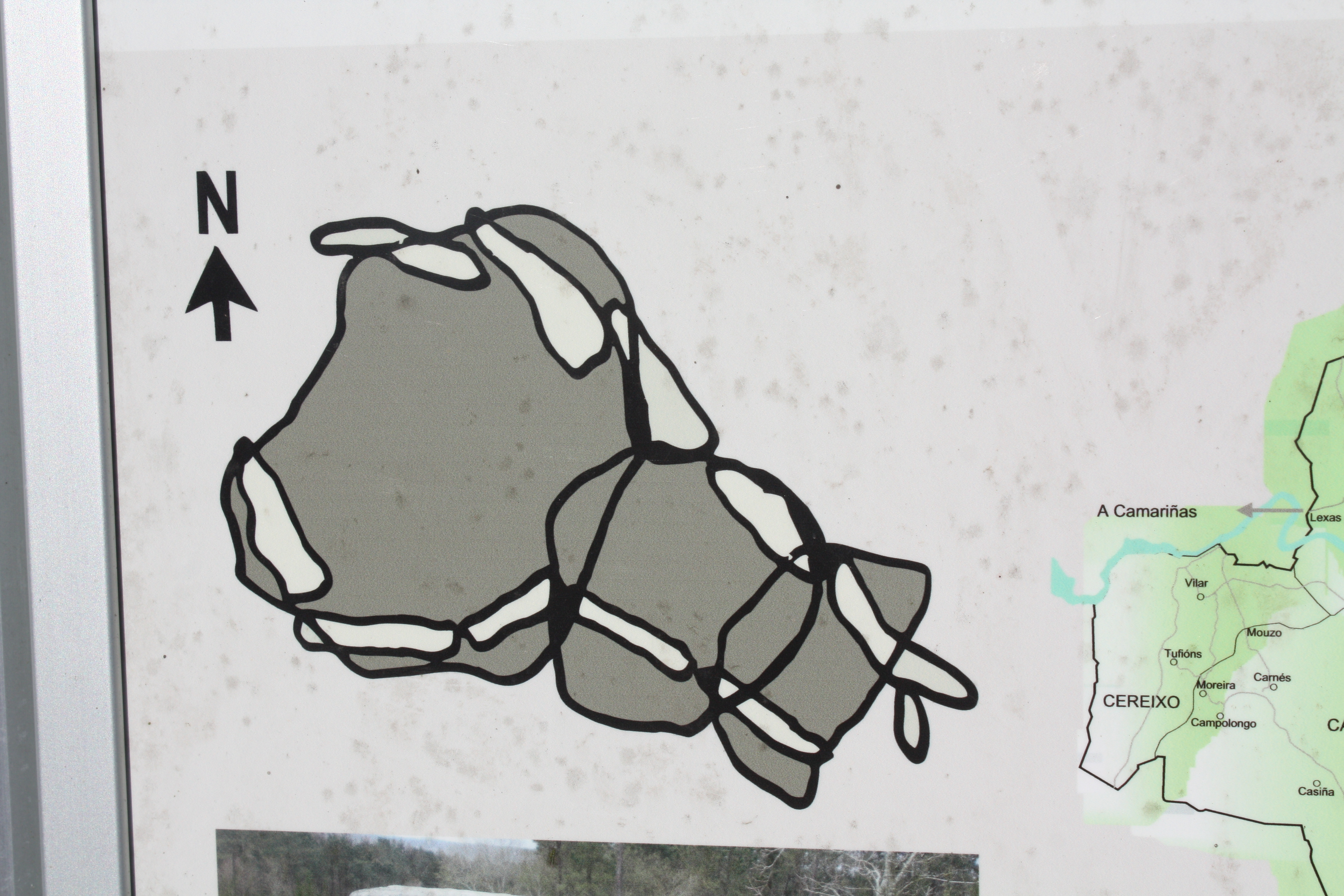
Plan du dolmen
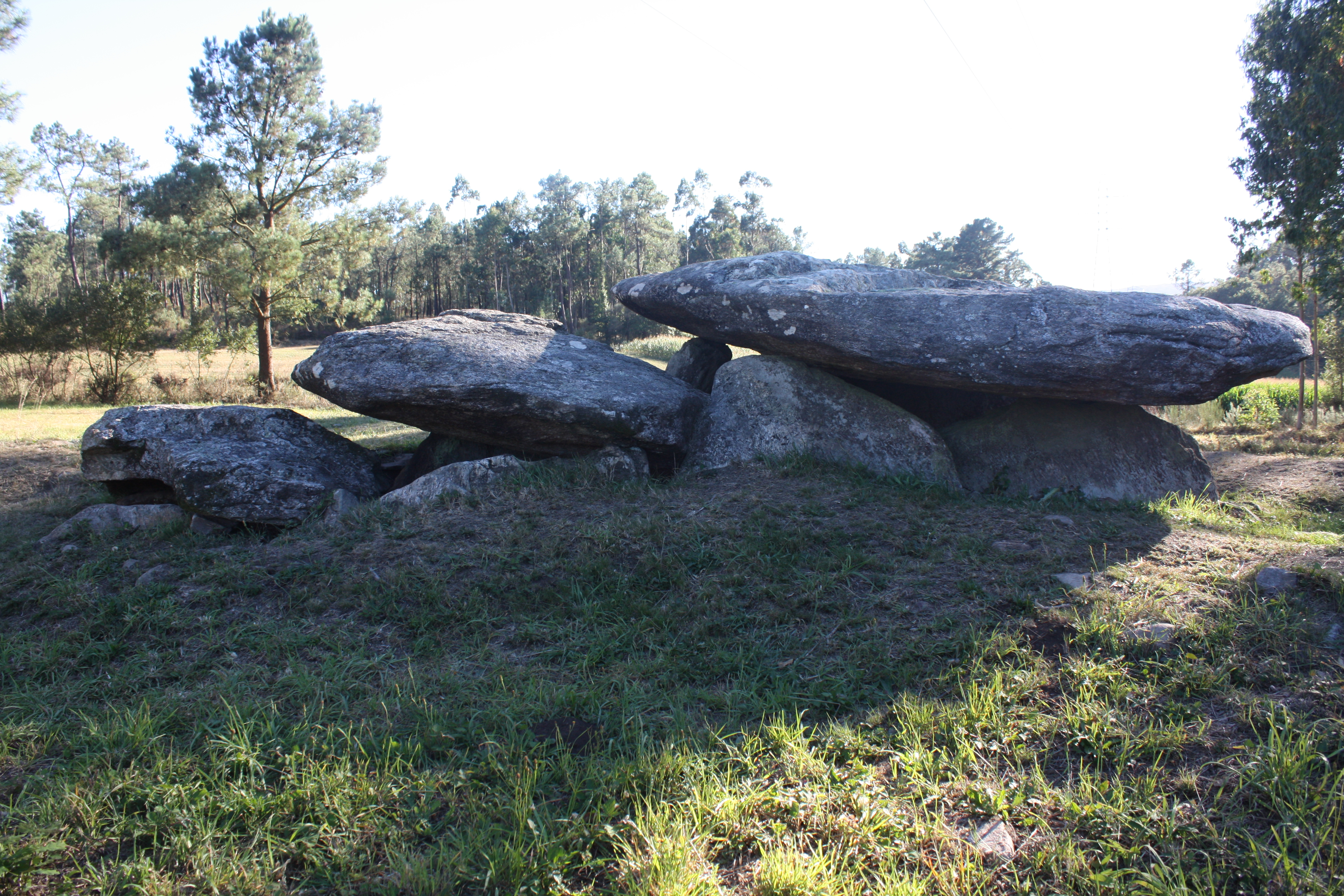
Vue latérale
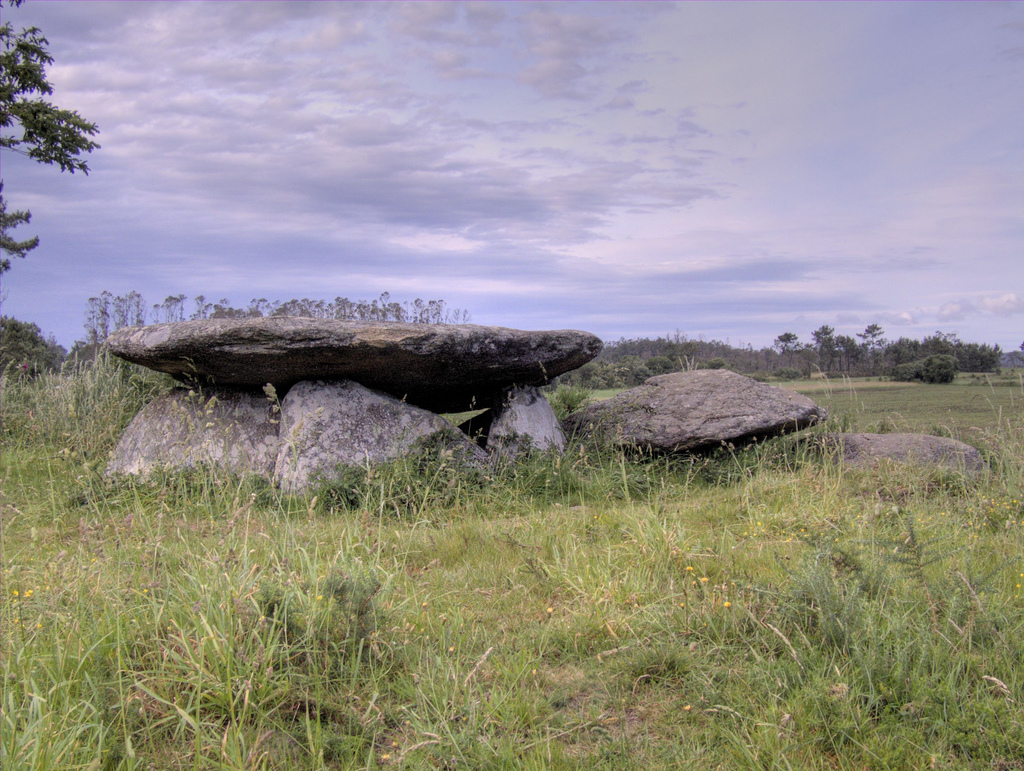
Vue de trois-quarts